# Charles-Alexandre de Brandebourg-Ansbach-Bayreuth
Pour les articles homonymes, voir Anspach.
Charles-Alexandre, né le 24 février 1736 à Ansbach en Franconie et mort le 5 janvier 1806 à Benham Valence près de Speen en Angleterre, fut le dernier margrave de Brandebourg-Ansbach (depuis 1757), ainsi que le dernier margrave de Brandebourg-Bayreuth (depuis 1769) de la maison de Hohenzollern. En 1791, il vend les droits sur ses deux principautés à son cousin le roi Frédéric-Guillaume II de Prusse.
Le prince participe fortement au développement de l'université Friedrich-Alexander d'Erlangen-Nuremberg à laquelle il a en partie donné son nom.

## Biographie
Christian Frédéric Charles Alexandre est le deuxième fils du margrave Charles-Guillaume-Frédéric de Brandebourg-Ansbach et de Frédérique-Louise de Prusse, fille du roi Frédéric-Guillaume Ier de Prusse. Il devient l'héritier de la principauté à la mort subite de son frère aîné Charles-Frédéric-Auguste le 9 mai 1737. Portant le titre de comte de Sayn, le jeune homme étudie à Utrecht de 1748 à 1750 ; ensuite, il voyage à Turin et en Savoie où il tombe gravement malade - probablement de la syphilis.

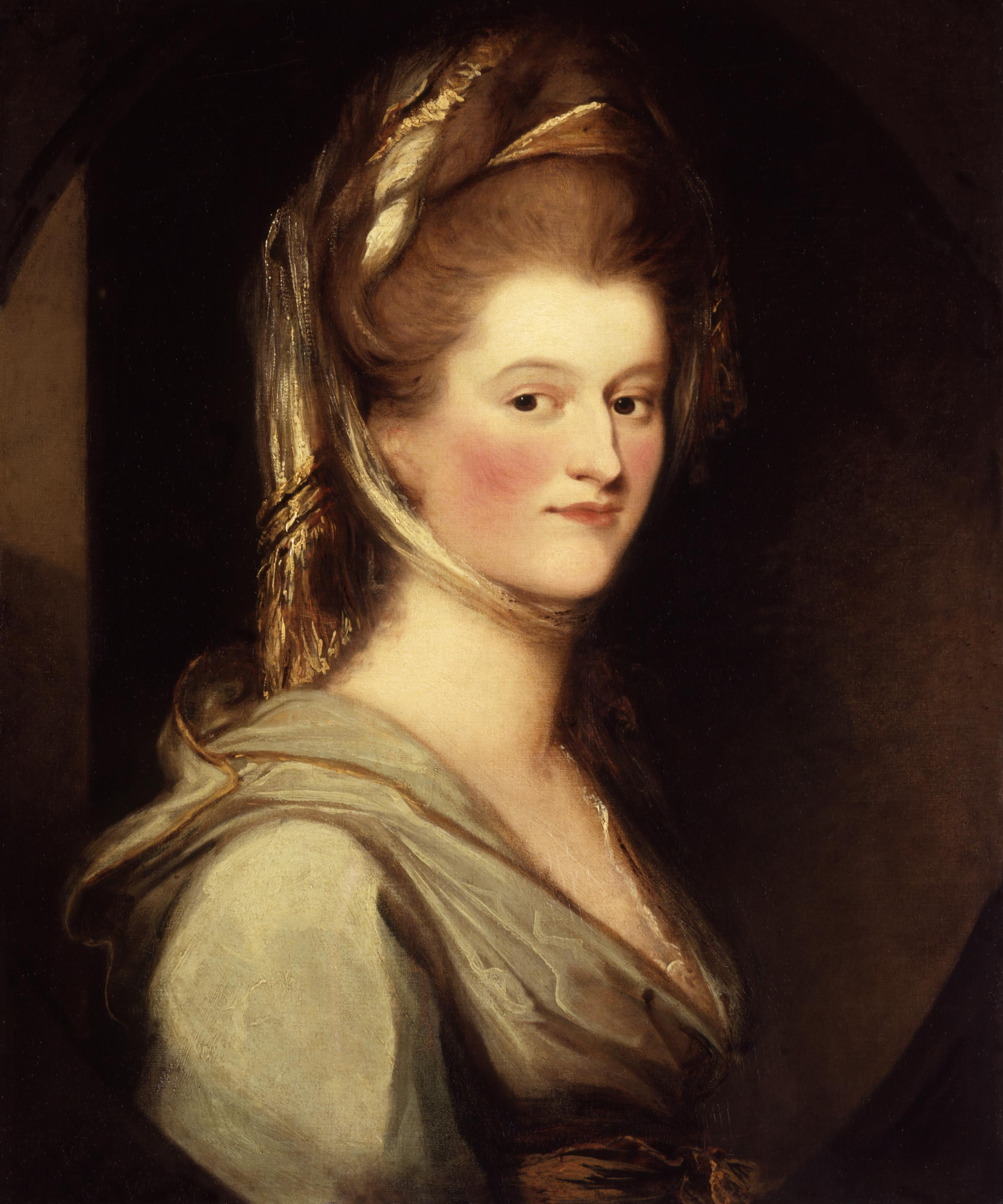
Élisabeth Craven, maîtresse puis deuxième épouse du margrave.

Le 22 novembre 1754, Charles-Alexandre épouse à Cobourg Frédérique Caroline de Saxe-Cobourg-Saalfeld (1735-1791), fille du duc François-Josias de Saxe-Cobourg-Saalfeld. Il devient margrave de Brandebourg-Ansbach le 3 août 1757, à la mort de son père. Il favorise son domaine de chasse de Triesdorf au détriment de la capitale traditionnelle, Ansbach. À Triesdorf, il rénove le « château blanc » pour sa maîtresse, la comédienne française de treize ans son aînée Mademoiselle Clairon, qui passe dix-sept ans à sa cour, et le « château rouge » pour lui-même. Il y construit également la Villa Sandrina pour une autre de ses maîtresses, « madame Kurz », et la Villa Rotunda pour sa maîtresse et future épouse Elisabeth Craven. Il est alors très proche du comte de Saint-Germain et le veut sans cesse dans son entourage immédiat.
En 1769, il hérite de la principauté de Bayreuth à la suite de la mort sans héritiers du margrave Frédéric-Christian. Il finance le développement de l'université fondée à Bayreuth en 1742 par Frédéric III, qui est renommée Friedrich-Alexander-Universität en son honneur.
Pour renflouer les caisses de l'État, Charles-Alexandre loue les services de compagnies de mercenaires au roi George III de Grande-Bretagne, alors engagé dans la guerre d'indépendance américaine. Il parvient ainsi à réduire les dettes de la principauté de 5 000 000 florins (1757) à 1 500 000 florins (1791). En 1780, il fonde une banque privée, la Hochfürstlich-Brandenburg-Anspach-Bayreuthische Hofbanco, devenue par la suite la Bayerische Staatsbank.
Charles-Alexandre vend son margraviat à la Prusse le 16 janvier 1791 contre une rente annuelle de 300 000 florins. La transaction est supervisée par Karl August von Hardenberg. L'ancien margrave quitte Triesdorf le 19 mai et signe l'acte d'abdication à Bordeaux le 2 décembre. Sa femme meurt en février, et il se remarie le 30 octobre à Lisbonne avec sa maîtresse Elisabeth Craven (1750-1828), fille du comte de Berkeley et veuve du baron Craven depuis quelques jours. Après avoir abdiqué, il se rend en Grande-Bretagne en simple particulier avec sa deuxième femme pour s'y consacrer à l'élevage de chevaux. En 1798, il acquiert le domaine de Benham Park, dans le Berkshire, où il meurt quelques années plus tard à l'âge de 69 ans. Un mémorial lui est dédié dans l'église du village de Speen.